# Roc de France
Le roc de France ou roc de Frausa est un petit sommet pyrénéen dans le massif des Salines. Il marque la frontière entre la France (communes de Reynès et Céret, département des Pyrénées-Orientales) et l'Espagne (municipi de Maçanet de Cabrenys, Catalogne).
Il culmine de 1 450 à 1 453 m d'altitude. Sa situation dominante fait de son sommet un panorama apprécié des randonneurs.

## Toponymie
Le nom catalan, également utilisé en français, est roc de Frausa,, ou roc de Fraussa,,,. Il proviendrait du bas latin fraga utilisé pour désigner un escarpement rocheux ou plus généralement, un lieu difficile d'accès, ou selon Joan Coromines du préromain sorotaptique, participe présent féminin *fragontia, « lieux qui se cassent, chaîne montagneuse des afraus (fraunsa) », ou « chaîne qui se casse ». Le nom roc de France est apparu au XIXe siècle par déformation erronée de roc de Frausa, sans doute à cause de la position frontalière du mont.

## Géographie

### Topographie
Sommet frontalier, il est entouré du roc de Sant Salvador (1 235 m) à l'ouest et du pic des Salines (1 333 m) à l'est.